# Baronia de Trasserra
La Baronia de Trasserra era una baronia del Comtat de Rosselló, relacionada amb el poble de Trasserra.
Fou comprada el 2 d'abril del 1541 per Joan Taquí i Tort a Jaume - Joan Reixac. Comprenia dins de les seves terres Forques, Paçà, el Monestir del Camp, Nidoleres i Vilamulaca. Una pragmàtica de Carles V del 1543 li donava validesa.
Els barons de Trasserra foren, per ordre cronològic:
1. Joan Taquí i Tort (1520 - 1587)
2. Àngel Tort - Despasens i Andreu (1531 - testament el 1600), cosí germà de l'anterior, segon baró de Trasserra
3. Gaspar Tort - Despasens i Pebernat (Perpinyà, ? - testament el 1627), fill de l'anterior, tercer baró de Trasserra i de Vilamulaca. Mort dense descendència, els seus títols i béns passaren alls Descamps - Riu, i, posteriorment, als d'Oms.